# Колдер, Фрэнк
Фрэнк Колдер (англ. Frank Calder; 17 ноября 1877 — 4 февраля 1943) — хоккейный функционер, первый президент NHL.
В его честь назван два престижных хоккейных трофея — Колдер Трофи (приз лучшему новичку сезона НХЛ) и Кубок Колдера (приз, вручаемый победителю плей-офф АХЛ).